# Велешани
 Тази статия е за жителите на град Велес.  За селото в България вижте Велешани (село).  
Велешани, единствено число велешанец/велешанка (на македонска литературна норма: Велешани), са жителите на град Велес, Северна Македония. Това е списък на най-известните от тях.

## Родени във Велес
А – Б – В – Г – Д —
Е – Ж – З – И – Й —
К – Л – М – Н – О —
П – Р – С – Т – У —
Ф – Х – Ц – Ч – Ш —
Щ – Ю – Я

### А
| “ | Днесъ, 25 януарий 1942 година въ салона на кафене „Метрополъ“ въ гр. Скопие се събраха долуизброенитѣ граждани, родени отъ гр. Велесъ, настанени на постоянно мѣстожителство въ гр. Скопие за да размѣнятъ мисли по основаването на Велешко просвѣтно-благотворително братство въ гр. Скопие. Избрано бѣ при пълно единодушие бюро за рѫководене на събранието въ следния съставъ: председатель Коста х. Костовъ, подпредседатель Добри Васковъ, секретаръ Илия Настевъ. Слѣдъ размѣна на мисли при което бѣ изтъкната нуждата отъ взаимни материална подкрепа между велешани, живущи въ гр. Скопие, както и за даване организирана подкрепа на българскитѣ власти тукъ въ случай на нужда, реши се да се основе Велешко просвѣтно благотворително братство целитѣ и средствата за дейность на което сѫ изложени въ приложения тукъ уставъ. Избра се съгласно устава настоятелство на братството въ съставъ: Управително тѣло: 1. Андрея Кюпевъ, 2. Борисъ Андреевъ, 3. Богдан Ил. Къртевъ, 4. Христо Калайджиевъ, 5. Лазаръ Крайничанецъ За надзорен съвет се избраха: 1. Симеонъ Д. Намичевъ, 2. Илия Пановъ, 3. Илия Н. Настовъ Заместници на управителното тѣло: 1. Георги Лаз. Богдановъ, 2. Тодоръ Зографски, 3. Владо Несторовъ, 4. Георги Солевъ, 5. Иван Д. Кюпевъ Контролна комисия: 1. Трайко Яневъ, 2. Благоя Яношевъ, 3. Петър Ярчевъ Списъкъ на членоветѣ основатели: 1. Андрей Кюпевъ, 2. Андрей Недев, 3. Христо Зографовъ, 4. Тодоръ Кюркчиевъ, 5. Лазаръ Крайничанецъ, 6. Иван Д. Кюпевъ, 7. Д-ръ Борисъ Андреевъ, 8. Инж. Пенчо Л. Зафировъ, 9. Симеонъ Дим. Намичевъ, 10. Богдан Ил. Къртевъ, 11. Илия К. Коцевъ, 12. Георги Л. Богдановъ, 13. Димитъръ х. Стояновъ, 14. Добри Васковъ, 15. Илия Пановъ, 16. Христо Калайджиевъ, 17. Трайчо Ан. Бондикаовъ, 18. Петър А. Пърличковъ, 19. Бойка А. Арсова, 20. Гѫлѫба Спасова, 21. Ангелъ А. Градчановъ, 22. Благой Т. Перчинковъ, 23. Благой П. Каратрайковъ, 24. Владо Несторовъ, 25. Ганчо Ив. Арсовъ, 26. Георги х. Маневъ, 27. Екатерина Войнова Слонцева, 28. Георги Солевъ, 29. Ганчо Ив. Гайдовъ, 30. Георги Я. Симоновъ, 31. Димко Маджаров, 32. Димитър Карговъ, 33. Иван Недевъ [без подпис], 34. Йосифъ Перчинковъ, 35. Иванъ Стефановъ Бачевъ, 36. Илия Ник. Настев, 37. Илия А. Дебърлиевъ, 38. Иванъ х. Наумовъ, 39. Кочо Лукаровъ, 40. Кирилъ Цвѣтковъ, 41. Коста [Илиев] Каниковъ, 42. Лазаръ Кюлбасовъ, 43. Миланъ Ив. Здравевъ, 44. Митко Богдановъ, 45. Петъръ Бояджиевъ, 46. Петъръ Чичовъ, 47. Петъръ Весовъ, 48. Петъръ Киприновъ, 49. Петъръ Д. Ярчевъ, 50. Панче Кръстевъ, 51. Тодоръ Зографски, 52. Тодоръ Д. Николовъ, 53. Трайко К. Цинциовъ, 54. Тодоръ Шоптраяновъ, 55. Георги Читкушевъ, 56. Богдана п. Йорчева [отсъства], 57. Благой Л. Анушевъ, 58. Коста х. Костовъ [без подпис], 59. Ангелъ Салджиевъ, 60. Георги М. Ставревъ, 61. Георги Д. Каратрайковъ, 62. Георги Здравевъ, 63. Димитъръ А. Зографски, 64. Димитъръ Йорд. Яневъ | ” |
|   | |   |

- Алекса Георгиев, доброволец в четата на Георги Бабаджанов през Сръбско-българската война в 1885 година[1]
- Александра И. Войнова (1884 – ?), завършила философия и литература в Брюксел в 1899[2]
- Александра Мартинова (1870 – ?), завършила зъболекарство в Одеса[3]
- Александър Арсениев, български политик, народен представител[4]
- Александър Варналиев (1931), политик от Социалистическа република Македония
- Александър Димитров Менкаджиев, български военен деец, подполковник,[5]
- Александър Петров Спасов (1860 – ?), български военен деец, полковник, завършил пехотното юнкерско училище в Киев в 1881 година[6]
- Александър Танев (1864 – 1932), български офицер
- Александър Давчев Драндаров (1854 – ?), български политик и просветен деец
- Александър Свякяров (Свекяров), български учител в родния си град между 1870 и 1872 година, участник в Учителския събор в Прилеп през 1871 година[7]
- Александър Унев (? – 1908), български революционер
- Алексо Дим. ?, български революционер от ВМОРО, четник на Стоян Димитров[8]
- Алексо Пешов, български революционер от ВМОРО, четник на Стефан Димитров[9]
- Алексо Тончев, един от първите членове на ВМОРО в Солун[10]
- Алексо Хаджихристов (1879 – след 1943), български революционер
- Ангел Докурчев (1875 – 1918), български революционер
- Ангел Зографов (1866 – ?), български общественик, деец на ВМОК
- Ангел Карахордиев, (1859 – 1929), български офицер, полковник
- Ангел Корабаров, български революционер
- Ангел Ончевски, (р. 1933), югославски офицер, генерал-майор от ЮНА
- Ангелко Палашев (Палашов, ок. 1780 – 1850), български общественик и просветен деец
- Ангел Панов Шурков (1883 – след 1943),[11] македоно-одрински опълченец, 1-ва рота на VIII костурска дружина, носител на кръст „За храброст“ IV степен и произведен в чин ефрейтор,[12] участник в Първата световна война като старши подофицер в Единадесета пехотна македонска дивизия, носител на орден „За храброст“, III степен.[13] На 29 март 1943 година, като жител на Велес, подава молба за българска народна пенсия.[11] Молбата е одобрена и пенсията е отпусната от Министерския съвет на Царство България.[12]
- Ангел Шурев (1932 – 2004), югославски диригент
- Андон Кука, доброволец в четата на Георги Бабаджанов през Сръбско-българската война в 1885 година[1]
- Андон Шурков (1900 – 1938), комунист от СССР
- Андрей Варналиев (1886 – 1906), български революционер от ВМОРО
- Андрей Весов (? – 1907), български революционер от ВМОРО
- Андрей (Андрея) Димитров Весов (12 септември 1915 – ?), завършил в 1941 година право в Софийския университет,[14] български кмет на Янковец от 2 април 1942 година до 27 декември 1943 година и на Бач от 27 декември 1943 до 17 януари 1944 година.[15]
- Андрей Докурчев (1880 – 1907), български революционер
- Андрей Корабаров, български революционер
- Андрей Мацанов (1880 – 1947), български просветен деец и революционер
- Андрей Протич (1875 – 1959), виден български учен
- Ангел Хаджимишев (1869 – 1948), български търговец и дипломат
- Андрей Иванов, български революционер от ВМОРО, четник на Михаил Чаков[16]
- Андрей Христов Чивчиев, български учител в Костур[17][18]
- Аница Бондикова,  в 1946 година осъдена на 2 години затвор, заради това демонстрарано българско съзнание[19]
- Анко Скатев, учител в родния си град между 1820 и 1835 година[20]
- Антон Драндар (1837 – 1925), български книжовник
- Арсений Мартинов (1843 – 1868), български революционер, участник в Първата българска легия, десетник в четата на Хаджи Димитър и Стефан Караджа
- Арсо Иванов, български учител в града, между 1853 и 1858 като частен, а между 1858 и 1862 година като общински[21]
- Атанас Виларев, български революционер от ВМОРО, четник на Апостол Петков[22]
- Асен Кръндев (1876 – ?), български инженер

### Б
- Бане Андреев (1905 – 1980), югославски комунистически партизанин и политик
- Бано Кушев (1863 – 1910), български просветен деец и революционер
- Благой Гьорев (1922 – 1942), югославски партизанин
- Благой Попгьорчев (1904 – 1945), български лекар и деец на ВМРО
- Благой Попйорданов (1913 – 1995), български революционер, деец на ВМРО (обединена) и дипломат
- Благой Страчковски (1920 – 1943), югославски партизанин
- Благой Хаджипанзов (1911 – ?), югославски юрист
- Благой Чоревски (р. 1947), северномакедонски режисьор и актьор
- Богдан П. Гавазов (1889 – ?), български музикант, завършил музика в Лапциг в 1909 и в Мюнен в 1912 година[3]
- Божко Михалов, доброволец в четата на Иван Атанасов – Инджето през Сръбско-българската война в 1885 година[23]
- Божко, български революционер, четник на Лазар Тодоров в 1914 година[24]
- Боре Ангеловски (1944 – 2009), театрален деец от Република Македония
- Борис Бегинов (1911 – 1996), актьор от Република Македония
- Борис Гигов (1883 – след 1943), български революционер
- Борис Майсторов (1935 – 2008), актьор и режисьор от Република Македония
- Борис Сълплиев (1880 – ?), български просветен деец, в 1905 година завършил математика и физика в Софийския университет[25].
- Боро Коробар (1912 – 1989), югославски партизанин
- Боро Мокров (1917 – 2005), югославски партизанин
- Боян Балашев (1879 – ?), български революционер от ВМОРО, четник на Пандо Сидов[26]

### В
- Васил Главинов (1869 – 1929), български социалистически деец
- Вестала Тимчева (1900 – 1969), българска писателка
- Виктория Георгова, българска художничка[27]
- Владимир Весов (? – 1867), български архитект
- Владимир Гравчевски (1936 – 1978), актьор от Социалистическа република Македония
- Владимир Драндаров (1876 – ?), български юрист
- Владимир Пингов (1883 – 1903), български революционер
- Владе Панчев – Калайджията (1882 – сл. 1944), български революционер от ВМОРО[28]
- Вълчо Добрев Андов (? – 1876), български революционер, десетник в Ботевата чета[29]
- Васил Георгов (1910 – 1968), югославски политик и министър на горите и държавното стопанство на СРМ
- Благой Васков (1912 – 1983), югославски политик и професор

### Г
- Георги Андреев Софкаров, български военен деец, подполковник,[30] член на Кюстендилското македонско братство
- Ганчо Хаджипанзов (1900 – 1936), югославски комунист и интербригадист
- Георги Арсов Михаилев, български учител в родния си град между 1867 и 1873 година[31]
- Георги Богданов, български революционер и гемиджия
- Георги Божков, четник в четата на Антон Бузуков по време на Четническата акция в 1895 г., член на пловдивския революционен кръжок[32]
- Георги Варналиев (? – 1919), български революционер
- Георги Велезлията, български революционер, четник на Филип Тотю в 1876 г.[33]
- Георги Георгов (1858 – 1929), български политик, народен представител
- Георги Драндаров (1876 – 1930), български дипломат
- Георги Карайорданов (1874 – 1931), български военен географ
- Георги Коджабашиев (р. 1962), северномакедонски политик
- Георги Менкаджиев (1844 – 1909), български просветен деец и общественик
- Георги Миленков, български учител в родния си град между 1863 и 1865 година[34]
- Георги Палашев, (1879 – 1926) български просветен деец
- Георги П. Матов, завършил електроинженерство в Санкт Петербург в 1911 г.[2]
- Георги (Гьошо) Михайлов, български свещеник и революционер; синът му учител е заклан от турци и оставен пред прага му, вследствие на което жена му полудява[35]
- Георги Пърнаров (1881 – ?), деец на ВМОРО, четник в Горноджумайско, участник в Илинденско-Преображенското въстание в 1903 година с четата на Димитър Ташев[36]
- Георги Рашанов, завършил Киевската духовна семинария в 1898 година[37]
- Георги Самуркашев, български възрожденец, просветен деец
- Георги Танев, български учител в родния си град между 1870 и 1874 година[38]
- Георги Трайков, български просветен деец
- Георги Чолаков, български революционер, деец на ВМРО
- Георги Шоптраянов (1907 – 2001), филолог, югославски партизанин
- Георче Димков, български революционер от ВМОРО, четник на Георги Сугарев[39]
- Григор Драндаров Григоров (1871 – 1916), завършил електротехника в Митвайда и Кьотен, Германия.[40] Поручик, загинал през Първата световна война[41][42]
- Гьошо Нацев (1871 – след 1943), български революционер

### Д
- Давид Наков, български духовник и общественик
- Дамаскин Манушев (1875 – 1960), български фотограф, първият фотограф във Велес
- Даме Дудин с псевдоним Лозан, деец на ВМОРО[43]
- Дамян Мартинов (1875 – ?), български революционер
- Данка Фирфова (1918 – 2003), оперна певица от Северна Македония
- Даче Ангелов Станин, български учител в родния си град между 1800 и 1818 година[44]
- Диаманди Ихчиев (1854 – 1913), български библиограф
- Диме Бърлев, български революционер от ВМОРО, четник на Иван Наумов Алябака[45]
- Диме Варналиев, български революционер, загинал преди 1918 г.[46]
- Диме Градчанов, български революционер, загинал преди 1918 г.[46]
- Диме Давчев, български революционер от ВМОРО, четник на Диме Трайчев[47]
- Диме Тодоров Мазнев (1867 – след 1943), тухлар,[48] македоно-одрински опълченец, служи в 3-та рота на 4-та битолска дружина,[49] ранен на 22 юни 1913 година в Междусъюзническата война[48] в бой със сръбски части, носител на орден „За храброст“ IV степен; на 29 март 1943 година като жител на Велес подава молба за българска народна пенсия, която е одобрена и пенсията е отпусната от Министерския съвет на Царство България[49]
- Диме Трайчев (1886 – ?), български революционер
- Димитър Андов, български просветен деец, учител в родния си град, брат на Вълчо Андов[50]
- Димитър Апасиев (р. 1988), политик от Северна Македония
- Димитър Атанасов, български революционер от ВМОРО, четник на Панчо Константинов[51]
- Димитър Весов (1885 – 1954), български икономист и политик
- Димитър Зографов (1877 – 1940), български военен и революционер, деец на ВМОК
- Димитър Иванов (1883 – 1906), български революционер от ВМОРО
- Димитър Карамфилович (1839 – 1906), български общественик
- Димитър Крепиев, български фотограф и общественик
- Димитър Кушев, български общественик
- Димитър Матов (1864 – 1896), български езиковед
- Димитър Мечев (1870 – 1903), български революционер, един от гемиджиите
- Димитър Мурджиев, български военен
- Димитър Ничев, български общественик
- Димитър Протич (1874 – 1845), български юрист
- Димитър Ризов – Возир (1891 – след 1979), български журналист
- Димитър Ризов (1900 – 1981), български художник
- Димитър Софкаров (1881 – 1946), български просветен деец
- Димитър Сребров (1881  – след 1943), български революционер
- Димитър Ст. Стоянов, български учител в родния си град между 1871 и 1872 година[52]
- Димитър Трайкович (1817 – 1880), български революционер и общественик
- Димко Богов (1870 – 1920), български революционер от ВМОРО
- Димко Крепиев (1811 – 1896), български общественик и търговец[53]
- Димо Никола от махалата Хавлулар, българин, православен,[54] заловен на 18 декември 1903 година „по време на сблъсъка с военна част, станал край велешкото село Къпиново, докато кръстосвал с четата, към която се присъединил с бунтовнически намерения“, осъден на доживотна каторга, лежал в Скопския затвор, амнистиран с общата амнистия от 12 април 1904 година[55]
- Драган, градски войвода на ВМОРО, принуден да излезе в нелегалност при Обезоръжителната акция на младотурците в 1910 година[56]
- Драган Ничев (1874 – ?), български учител и революционер
- Димко Крепиев (1882 – 1945), български революционер
- Димче Мирчев (1914 – 1944), югославски партизанин, народен герой на Югославия
- Димче Зографски (1898 – 1985), български революционер, деец на ВМРО (обединена)
- Димко Митрев (1919 – 1942), югославски партизанин
- Димче Петровски (р. 1961), генерал от Северна Македония

### Е
- Евтимия Наумова Хаджипопдаова-Милетичева, българска учителка
- Екатерина Й. Войнова (1892 – ?), завършила зъболекарство в Одеса.[3] Екатерина Войнова Слонцева е сред основателите в началото на 1942 година на Велешкото просветно благотворително братство в Скопие.[57]
- Елисей Янков Теофилов, български учител в родния си град между 1840 и 1860 година, след това свещеник[58]

### З
- Зафир Вазалията (1865 – 1901), български революционер от ВМОРО, четник при Мирче Ацев, загинал в Уланци[59]
- Зафир Хаджиангелов (1804 – ?), български търговец и общественик
- Зоица Златинова, българска учителка
- Зюмбюля Петрова–Тумпарова, българска учителка

### Ж
- Живко Фирфов (1906 – 1984), музикален деец от Социалистическа република Македония

### И
- Иван Божков, доброволец в Българската армия през Сръбско-българската война в 1885 година[60]
- Иван Белев, български революционер[32]
- Иван Варналиев (1863 – ?), български революционер в Тракия
- Иван Георгов (1862 – 1936), български философ, ректор на Софийския университет
- Иван Грозданов (1873 – след 1943), български революционер
- Иван Елезов, български общественик и просветен деец
- Иван Корабаров (1847 – ?), български общественик
- Иван Котев, учил в Робърт колеж от 1880/1881 до 1885/1886 година, когато завършва[61]
- Иван Пеливанов, български революционер от ВМОРО, четник на Мише Развигоров[62]
- Иван Крушаров, български революционер от ВМОРО, четник на Диме Трайчев[47], сетне легален деец[8]
- Иван Топчев (1869 – 1903), български военен и революционер
- Иван Трайков, български революционер от ВМОРО, четник на Дамян Мартинов[63]
- Иван Шойлев, български революционер, участник в Охридското съзаклятие от 1880 – 1881 г., умрял след 1918 г.[64]
- Игнат Аницин (1896 – 1922), завършил в 1903 година физика и математика в Брюкселския университет[65]
- Игнат Данаилов, доброволец в четата на Георги Бабаджанов през Сръбско-българската война в 1885 година[1]
- Игнат Саздов, български революционер от ВМОРО, четник на Стефан Димитров[9]
- Илия Андреев Гочев (Илия Николаевич Гочев), български комунист, роден в 1906 година във Велес, в СССР от 1933 година, арестуван на 5 февруари 1935 година, като работник в Украинската научноизследователска лаборатория, осъден на смърт и разстрелян на 19 август 1935 година, посмъртно реабилитиран с определение на Военната колегия на Върховния съд на СССР, 28 ноември 1956 година[66]
- Илия Богданов (1893 – ?), български юрист, завършил с двадесет и петия випуск Солунската българска мъжка гимназия през 1911 година[67] и 1915 година право в Софийския университет.[68]
- Илия Георгов (1860 – 1945), български политик, деец на Радикалната партия
- Илия Кушев (1896 – 1922), български военен и революционер, войвода на ВМРО
- Илия Къртов, учител в родния си град между 1863 и 1865 година[69]
- Илия Левков, български революционер
- Илия Паликрушев, български юрист, народен представител[70]
- Илия Плавев (1867 – 1940), български и югославски комунистически деец
- Илия Ращанов (1878 – 1945), български революционер
- Илия Самарджиев (1863 – след 1943), български революционер
- Илия Тод. Жалбев, български революционер от ВМОРО, четник на Димитър Ничев[71]
- Илия Е. Чайлев (1870 – 1961), виден български съдия и общественик
- Илия Челбов, български юрист[72]
- Илия п. Янков, български революционер от ВМОРО, четник на Диме Трайчев[47]

### Й
- Йоан Дзиндзифи, български просветен деец
- Йован Весов (1843 – след 1917), български общественик
- Йордан Балчев (1877 – ?), български просветен деец, социалист, в 1902 година завършил философия и педагогия в Софийския университет[73]
- Йордан Божков, български революционер
- Йордан Варналиев (1883 – 1903), български революционер
- Йордан Васков, български революционер
- Йордан Георгов (1860 – ?), завършил в 1881 година Пражката политехника[3]
- Йордан Дръндаров (? – 1907), четник от ВМОРО, убит при Топ. корита[74]
- Йордан Г. Зографов (1898 – ?), български лекар, в 1924 година завършва медицина в Софийския университет[75].
- Йордан Каракашев – Онче, български учител в Гумендже (1870) и Велес (1871 – 1872)[76]
- Йордан Леов (1929 – 1998), писател от Северна Македония
- Йордан Масларов, завършил в 1892 година Солунската гимназия[77] и френска филология в Париж в 1898 г.[2]
- Йордан Пешов, български революционер от ВМОРО, четник на Апостол Петков[78]
- Йордан Попйорданов (1883 – 1903), български революционер
- Йордан Ризов (? – 1930), български просветен и църковен деец
- Йордан Соколов Георгиев, учи в гимназията в Одеса през 1863 година, след 1878 година е учител в българската колония в Бесарабия[79]
- Йордан Хаджиконстантинов-Джинот (около 1818 – 1882), български книжовник
- Йордан Читкушев (1865 – 1894), български просветен деец и етнограф
- Йордан Шурков (1878 – 1929), български революционер, драматург и журналист
- Йордан Урумов (1870 – 1958), български банкер, касиер на Българската народна банка[80]

### К
- Катракос, гръцки андартски капитан (първи клас)[81]
- Кирил Лазаров (р. 1980), хандбалист от Северна Македония, рекордьор на световното първенство в Хърватска и европейското в Сърбия
- Кирков, български военен, поручик, и революционер, загинал преди 1918 г.[46]
- Киро Чучуков (1919 – 1943), югославски партизанин и деец на НОВМ
- Кирил Кямилов (1898 – 1976), деец на НОВМ и интербригадист
- Константин Антонов Богданов (1873 – ?), български лекар, в 1900 година завършва медицина във Виенския университет[82]
- Константин (Коста) Габеров (Константин Градчанов, Кирил Петрович Габеров), български комунист, роден в 1899 година във Велес, в СССР от 1933 година, арестуван през 1935 година в Москва, където работи в Първи държавен завод за сачмени лагери, загинал през 1937 година, посмъртно реабилитиран с определение на Военната колегия на Върховния съд на СССР, 28 ноември 1956 година[66]
- Константин Весов (1883 – ?), български съдия, завършил с шестнадесетия випуск Солунската българска мъжка гимназия през 1901 година[67] и 1906 година право в Софийския университет.[83]
- Константин Кирков (1882 – 1903), български революционер и гемиджия
- Константин Мацанов, български общественик и просветен деец
- Коста Кръстев (? – 1894), български зограф
- Коста Свякяров, български учител в родния си град между 1855 и 1861 година, а след това свещеник там[7]
- Костадин Шулев, български възрожденски общественик
- Коте Мартулчанец, български революционер, участник в Охридското съзаклятие от 1880 – 1881 г., умрял преди 1918 г.[64]
- Коце Бондиков (1878 – ?), български търговец, македоно-одрински опълченец
- Коце Гюрундов, български революционер от ВМОРО, четник на Стефан Димитров[9]
- Коце Наумов, български учител в родния си град между 1815 и 1835 година[84]
- Коце Пейков (1873 – 1902), български революционер
- Кочо Ангюшев (р. 1969), вицепремиер на Северна Македония
- Кочо Рацин (1908 – 1943), македонски писател
- Крум Зографов (1884 – 1922), български революционер
- Крум Крепиев, български лекар, завършил медицина в Грац в 1906 г.[85]
- Кръсте Зограф, български зограф
- Кузман Попданаилов (? – ?), български революционер и просветен деец
- Кязим Йозалп (1880 – 1968), турски военен и политик, видна фигура в Гръцко-турската война

### Л
- Лазар Георгиев (1880 – ?), български революционер
- Лазар Крайничанец (1895 – ?), български книжар
- Лазар Плавев (1878 – след 1943), български революционер
- Лазар П. Караянов, български учител в Ресен (1868) и Велес (1867, 1872 – 1874)[86]
- Лилия Георгиева Богданова (6 юли 1914 – ?), завършила в 1941 година медицина в Софийския университет[87]
- Лазар Трайков, български свещеник и революционер, деец на ВМОРО, загинал преди 1918 г.[88]
- Люба Кюпева (1878 – 1953), българска учителка, революционерка и общественичка
- Любомир Весов (1892 – 1922), български революционер, поет
- Любо Зафиров, югославски партизанин и деец на НОВМ
- Люпчо Димовски (р. 1959), политик от Северна Македония

### М
- Мария Карайорданова, завършила Фундуклиевата гимназия[89]
- Мария Копринкова (1890 – ?), българска учителка
- Мария Свекярова, българска учителка. Завършва Солунската девическа гимназия в 1885 (випуск I),[90] учителка в Дойран. Сестра на Юрдан (Йордан) Свекяров, също учител в Дойран.[91] Вероятно женена за Павел Ковачев.
- Методи Алексиев (1887 – 1924), български революционер, македоно-одрински опълченец, комунист
- Методи Попгошев, български политик и общественик
- Милан Ацев, български революционер от ВМОРО, четник на Лазар Плавев и Стефан Димитров[9]
- Милан Галев, български просветен деец
- Милан Заеков, български революционер от ВМОРО, четник на Дамян Мартинов[63]
- Милан Талевски (р. 1954), политик от Северна Македония
- Милан Г. Крепиев (1880 – около 1916/1917), български фармацевт, завършил Солунската българска гимназия в 1901 г.[92] и фармация в Лозана в 1904 година.[85] Умира от петнист тиф около 1916/1917 година.[93]
- Милан Ружиновски (1935 – 2017), политически офицер, генерал-полковник от ЮНА
- Милан Тодев, български революционер от ВМОРО, четник на Димитър Кирлиев[94]
- Миле Попйорданов (1877 – 1901), български революционер
- Мино Богданов (1913 – 1989), югославски партизанин и деец на НОВМ
- Мите Кьосето, български революционер от ВМОРО, четник на Аргир Манасиев[95]
- Митра Козарска, българска девическа учителка през 1848 година[96]
- Михаил Кушев (1905 – 1992), български архитект и революционер, виден член на Македонската младежка тайна революционна организация
- Михаил Наков, български юрист
- Михаил Палашев, български общественик
- Михаил Шойлев, български художник[27]

### Н
- Невена Александрова Драндарова, завършила в 1908 година зъболекарство в Киевския императорски университет
- Невена Танева, българска просветна деятелка
- Нено Спиров (1849 – ?), български революционер, участник в четата на Хаджи Димитър и Стефан Караджа[97]
- Нида Бога (1886 – 1974), румънски писател и общественик
- Никола Алтиев (1942), поет от Северна Македония
- Никола Бабунски (1914), югославски комунистически деец и деец на НОФ
- Никола Гелов Янчев (1877 – след 1943), български революционер
- Никола Зарзев, български просветен деец
- Никола Костов Давидов (1864 – ?), български юрист, депутат[4], завършил в 1898 година право в Женевския университет[3]
- Никола Димитров Юрганджиев (? – 1916), български военен деец, поручик, загинал през Първата световна война[98]
- Никола Котев Чпърте, български революционер, участник в Охридското съзаклятие от 1880 – 1881 г., умрял преди 1918 г.[64]
- Никола Манев Сребрев (1868 – след 1943), български революционер
- Никола Минималчев (Минималев) (1886 – 1907), български революционер от ВМОРО, четник на Дамян Мартинов[63] и на Димитър Кирлиев на два пъти[99], както и на Щерьо Юнана[100]
- Никола Мискинов (1862 – ?), български просветен деец
- Никола Панов (1884 – ?), български революционер
- Никола Попстефанов (1837 – 1895), български търговец и общественик
- Никола Симеонов Весов (1891 – ?), български архитект, завършил архитектура в Мюнхенския технически университет[82]
- Никола Христов, български революционер от ВМОРО, четник на Димитър Ничев[71]
- Николай Драндаров (Дръндаров), български просветен деец
- Никуш Карастоянов, български революционер, участник в Охридското съзаклятие от 1880 – 1881 г., умрял преди 1918 г.[64]
- Наум (? – 1815), български свещеник, основал около 1780 г. училище в града

### О
- Олга Радева (1868 – 1951), българска общественичка[101]
- Онче Свякяров, български учител в родния си град между 1872 и 1874 година[7]

### П
- Павел Николов, български революционер от ВМОРО, четник на Бончо Василев[102]
- Павлина В. Господинова (1882 – ?), завършила в 1907 година зъболекарство в Нанси[3]
- Павлина Климкар-Меанджиева (р. 1949), поетеса от Северна Македония
- Пандо Костов, български революционер от ВМОРО, четник на Стефан Димитров[9]
- Пане Трайчев, български революционер от ВМОРО, четник на Христо Димитров – Кутруля[39]
- Панко Брашнаров (1883 – 1951), български революционер и член на АСНОМ
- Пане Иванов Байката, български революционер от ВМОРО, четник на Кръстьо Българията[51]
- Пане Бондичев, български революционер от ВМОРО, четник на Панчо Константинов[51]
- Пано Буков, български революционер от ВМОРО, четник на Боби Стойчев[103]
- Пано Соколов, доброволец в четата на Георги Бабаджанов през Сръбско-българската война в 1885 година[1]
- Пано Юр. Карапанджов, български революционер от ВМОРО, четник на Цено Куртев[95]
- Панчо Богданов, български търговец и благодетел[104]
- Панчо Васков, български революционер
- Панчо Костев (1886 – 1918), български революционер от ВМОРО
- Пано Ризо от махалата Попаре поп Панче, българин, православен, арестуван на 18 декември 1903 година, обвинен, че „бил в разбойническа чета, към която се присъдинил след бягството като осъден за участие в убийството на полицая Алексо ефенди към средата на октомври 1903 година; заловен при сблъсък със султанска военна част край село Къпиново“. Получава две доживотни присъди. Не е амнистиран с общата амнистия от 12 април 1904 година, защото престъплението му е сметнато за обикновено, а не политическо[105]
- Панче Пешев (1915 – 1944), югославски партизанин и деец на НОВМ
- Панчо Константинов (1880 – 1906), български войвода на ВМОРО
- Панчо Корабаров (1859 – 1915), български офицер
- Панчо Пракицов (1842 – ?), български революционер
- Панчо Хаджимишев (1874 – 1957), български дипломат
- Параскева Тошева, българска общественичка от ТКПОМБ
- Пенчо Пандов, интербригадист[106]
- Перо Коробар (1916 – 2004), югославски партизанин и публицист от Северна Македония
- Перо Д. Коробар (1914 – 2001), югославски партизанин и прокурор от Северна Македония
- Петре Пърличко (1907 – 1995), актьор от Северна Македония
- Петър Андреев, български свещеник и революционер, деец на ВМОРО, загинал преди 1918 г.[107]
- Петър Андреев Гьорев, български общественик, председател на Велешката секция на Македонското културно-просветно дружество „Гоце Делчев“ в София към 1974 година[108]
- Петър Антонов Богданов, в 1900 година завършва инженерство във Виенския университет[82]
- Петър Бошнаков, български революционер
- Петър Бояджиев, завършил в 1900 година инженерство във Виенския университет[82]
- Петър (Петре) Варналиев, български революционер, участник в Охридското съзаклятие от 1880 – 1881 г., умрял преди 1918 г.[64]
- Петър Васков (1875 – 1907), български революционер
- Петър Георгов (1865 – ?), завършил в 1893 година медицина в Москва,[3] деец на Велешкото братство
- Петър Глушков (1872 – 1960), български печатар и учител
- Петър Зафирчев, български революционер от ВМОРО, четник на Дамян Мартинов[63]
- Петър Евтимов, български революционер от ВМОРО, четник на Иван Наумов[8]
- Петър Корабаров (1855 – 1905), български офицер
- Петър Кушев (1870 – 1935), български лекар и политик
- Петър Мартулков (1875 – 1947), български революционер
- Петър (Петре) Милев, български революционер, участник в Охридското съзаклятие от 1880 – 1881 г., умрял преди 1918 г.[64]
- Петър Михов (1865 – 1902), български революционер
- Петър Наумов, български революционер от ВМОРО, четник на Лука Джеров[100]
- Петър Саздов, български юрист, завършил в 1917 година право в Женевския университет[37]
- Петър Сименов (1846 – 1876), втори войвода на Ботевата чета
- Петър Хаджипанзов (1901 – 1976), български революционер
- Петър Михалкев Цеков, български учител в родния си град между 1858 и 1861 година[109]
- Петър Чайлев, български прокурор[72]
- Петър Шурков (1893 – 1964), български предприемач

### Р
- Райко Жинзифов (1839 – 1877), български книжовник и общественик
- Райна Кюпева, българска просветна деятелка
- Райна Чакърова, българска акушерка
- Ризо Ризов (1872 – 1950), български революционер
- Ризо Ризов (1878 – 1971), български оперен певец
- Ристо Пенов (р. 1957), политик от Северна Македония
- Ристо Митрев, български революционер от ВМОРО, четник на Стефан Димитров[9]

### С
- Сава Палашева, българска учителка
- Саздо Копандан, български революционер, участник в Охридското съзаклятие от 1880 – 1881 г., умрял преди 1918 г.[64]
- Светослав Чочков (1896 – 1918), български военен деец, поручик
- Светослав Чучуров, български революционер, четник на Петър Лесев в 1915 година[110]
- Севастия Антонова, българска учителка
- Симеон Зографов (1874 – 1949), български архитект и кмет на град Добрич
- Славейко Матов, български общественик
- Славко Петров (1937 – 2009), политик от Северна Македония
- Славчо Димов, български революционер от ВМОРО, четник на Кръстьо Българията[51]
- Славчо Лазаров, български лесничей и лесовъд, завършил лесовъдство в 1911 година в Айзенах[2]
- Славчо П. Матов (1900 – 1925), български революционер, деец на ВМРО, загинал в сражението при Драчевица[111]
- Сотир Пейов или Пеев (около 1847 – 1896), български революционер
- Спиро Костов (1848 – 1931), български революционер
- Стеван Габер (1919 – 1999), виден юрист от Северна Македония
- Стефан Арсениев, български политик, народен представител[4]
- Стефан Гайдов (1905 – 1992), музикален деец от Република Македония
- Стефан П. Крепиев, български лекар, завършил Солунската българска гимназия в 1903 г.[77] и медицина в Женева в 1908 г.[85]
- Стефан Петров, български революционер от ВМОРО, четник на Мише Развигоров[62]
- Страхил Гигов (1909 – 1999), югославски комунистически деец
- Страшимир Кушев (1888 – 1959), български военен
- Султана Кушева, българска учителка
- Султана Николова (1880 – 1949), българска артистка

### Т
- Теодосий Зограф, иконописец от XIX век
- Тима (Тина) Димитрова, завършва старозагорското девическо класно училище чрез издръжката на Велешката българска община, след което преподава във Велес (1875 – 1880) и Скопие (1880 – 1881)[112]
- Тихо Найдовски (1933 – 2007), писател от Северна Македония
- Тоде Ефто от махала Дербенд Поп Петре, българин, православен, заловен на 18 декември 1903 година „по време на сблъсъка с военна част, станал край велешкото село Къпиново, докато кръстосвал с четата, към която се присъединил с бунтовнически намерения“, осъден на доживотна каторга, лежал в Скопския затвор, амнистиран с общата амнистия от 12 април 1904 година[113]
- Тоде Яни, българин, православен, жител на Крушево, арестуван преди април 1904 година, обвинен в „разбунтуване и включване в българската разбойническа група, която я нападнала Крушевската нахия“, осъден от Извънредния съд на 5 години каторга, лежал в Битолския затвор, амнистиран с общата амнистия от 12 април 1904 година[114]
- Тодор Ецов, български краевед
- Тодор Крайничанец, български юрист и публицист
- Тодор Кушев (1901 – 1925), български революционер от ВМРО
- Тодор Наумов (1883 – 1941), български композитор
- Тодор Органджиев (1882 – ?), български революционер
- Тодор Пеливанов (1938 – 2017), социолог от Република Македония
- Тодор Пейков, член на велешкия революционен окръг на ВМОРО
- Тодор Рушков (1929 – ), икономист от Северна Македония
- Тодор Танев (1855 – 1935), български просветен деец
- Тодор Трайков, български революционер от ВМОРО, четник на Михаил Чаков[16]
- Тодор Хаджимишев (1840/1841 – 1910), български общественик
- Тодор Петров Хаджисушев – Юкс (1894 – 1932), български журналист, издател на в. „Ново време“ и „Заря“[115]
- Тодор Хаджиалексов, български революционер, участник в Охридското съзаклятие от 1880 – 1881 г., умрял след 1918 г.[64]
- Тодор Хаджистоянов (1884 – ?), български просветен деец
- Тодор Цветинов (? – 1907), български революционер, родом от Велес, велешки войвода на ВМОРО загинал заедно с Гьоре Спирков в село Топлица[116]
- Тодор Челбов (1869 – ?), български юрист, председател на Софийския военнополеви съд[117]
- Тодор Шинана, доброволец в четата на Георги Бабаджанов през Сръбско-българската война в 1885 година[1]
- Тома Петров Нейков, български революционер от ВМОРО, четник на Иван Наумов Алябака[45]
- Тоде Игнев, български революционер от ВМОРО, четник на Лазар Плавев[9]
- Тодор Зографски (1895 – 1985), български революционер, деец на ВМРО (обединена)
- Тодор Йорданов (1887 – 1976), български актьор
- Тодор Илиев Шукаров (1889 – 1940), български военен деец, полковник
- Трайко Коцев, български революционер от ВМОРО, четник на Захари Василев[63] и на Кръсте Льондев[47]
- Трайко Мишковски (1903 – 1985), югославски комунист и интербригадист
- Трайче Кръстевски (1938 – ), генерал от Северна Македония, бивш началник на Генералния щаб
- Трайчо Попиванов Аврамов (21 юли 1910 – ?), български офицер. На 6 септември 1932 година завървшва Военно на Негово Величество училище и е произведен в чин подпоручик. Служи към военната канцелария на Регентството, в щаба на Първа пехотна гвардейска дивизия, член на щаба на Народоосвободителна бригада „Гоце Делчев“, в щаба на Пехотната школа (1945) и е началник секция в щаба на Трета армия (1946). През 1944 година завършва Военната академия. Уволнен е от армията през 1947 година[118]
- Трайчо Христов (1880 – 1907), български революционер, деец на ВМОРО

### Ф
- Фазъл Ахмед паша, (1635 – 1676), османски държавник, велик везир
- Фаик Сюлейман паша (1876 – 1916), османски военен деец, генерал
- Филимена Марковска (1920 – 2012), българска обществена деятелка

### Х
- Хамди бей Кюпрюлю (1886 – 1920), турски военен деец
- Христо Бондиков (? – 1914), македоно-одрински опълченец,[119] деец на ВМОРО, загинал като четник на Владимир Сланков при Скачинци
- Христо Иванов, доброволец в четата на Георги Бабаджанов през Сръбско-българската война в 1885 година[1]
- Христо Ильов, български революционер от ВМОРО, четник на Лазар Плавев[9]
- Христо Милев, български революционер, участник в Охридското съзаклятие от 1880 – 1881 г., умрял преди 1918 г.[64]
- Христо Пешов, български революционер от ВМОРО, четник на Диме Трайчев[47]
- Христо Чивчиев, български просветен деец
- Христо Чочков, български общественик, просветен деец
- Христо Зарезанков (1890 – 1938), български революционер, санданист

### Ц
- Цветанка Органджиева (1923 – 2018), поетеса от Република Македония

### Ш
- Шакир Кесебир (1889 – 1966), турски политик

### Я
- Янаки (Яне) Караянев, български учител в Бабчор в учебната 1902/1903 година, арестуван в септември 1902 година от османските власти, не издържа на мъченията и предава най-добрите членове на ВМОРО в селото, след което са арестувани и предадени 14 пушки, уплашен да не бъде наказан от организацията моли да бъде пратен в родния си край, емигрира в Свободна България и работи като учител в Плевенско[120]
- Янко Илиев Весов, виден български търговец[121][122]
- Янко Менкаджиев, български учител в родния си град между 1848 и 1851 година[123]

### Опълченци от Велес
- Анастас Янов (около 1850 – 1908), участник в Сръбско-турската война, Българското опълчение и Сръбско-българската война
- Андрей Христов, на 14 май 1877 година зачислев в IV рота на I опълченска дружина,[124] умрял преди 1918 г.[125]
- Атанас Георгиев, V опълченска дружина, умрял преди 1918 г.[126]
- Димитър Ацов, III опълченска дружина, умрял преди 1918 г. в София[127]
- Димитър Райчов (Райчев) (1847 – 5 юли 1909), постъпил на 29 юни 1877 г. в VIII дружина, II рота, на 5 август е прехвърлен в I опълченска дружина, III рота, уволнен на 1 юли 1878 г., живее в Стамболово, Русенско и Русе, умрял в Русе[125][128]
- Иван Димитриев, родом от Велешко, III опълченска дружина, умрял на 15 юли 1877 г.[129]
- Иван Пешев, IV опълченска дружина, умрял преди 1918 г.[130]
- Иван Янков, IV опълченска дружина, умрял или убит преди 1918 г.[130]
- Илия Янев (Мануил Янов), II опълченска дружина.[131] За постъпване в Българското опълчение пристига от Букурещ. Определен е за зачисляване във II дружина под името Илия Янев. На 22 май 1877 г. е записан в IV рота на дружината под името Мануил Янов. Уволнен по болест на 12 април 1878 г.[132]
- Йордан Янкович, IV дружина I рота. Пристигнал от Белград, зачислен на 18 май 1877 г. Загива на 9 август при защитата на Шипка[133]
- Коста Григоров (1839 – 1899), V опълченска дружина, I рота.[126][134]
- Михаил Трайков, IV опълченска дружина, умрял преди 1918 г.[130]
- Панайот Наумов, III опълченска дружина, умрял преди 1918 г. в София[135]
- Сава Димитриев, V опълченска дружина, убит на 12 август 1877 г.[126]
- Стефан Георгиев, V опълченска дружина, умрял преди 1918 г.[126]
- Стоян Радев, на 5 май 1877 година постъпил в I опълченска дружина, II рота, на 3 юни 1878 година уволнен от Опълчението[136] умрял преди 1918 г.[125]
- Тодор Георгиев, III опълченска дружина, I рота. Зачислен на 28 април 1877 г., убит на 19 юли същата година в битката при Стара Загора.[137][129]
- Тодор Иванов, III опълченска дружина, I рота. Зачислен на 8 май 1877 г., убит на 19 юли 1877 г. в битката при Стара Загора.[138][129]
- Трайко Борец, III опълченска дружина, умрял преди 1918 г. в София[129]
- Трайко Янев (с. Варин), III опълченска дружина, I рота, постъпил на 28 април 1877 г., ранен на 20 юли 1877 г. Уволнен на 26 юни 1878, награден с медал.[139] Умрял преди 1918 г.[135]

### Македоно-одрински опълченци от Велес
- Александър (Алексо) Петров Войницалиев, 23-годишен, железар, II рота на IV битолска дружина, кръст „За храброст“ IV степен,[140] загинал през Първата световна война[141]
- Андо (Андрей, Андрея) Стоянов Андреев (1849 – след 1943), 3-а и нестроевата рота на 5-а солунска дружина;[142][143] на 30 март 1943 година като жител на Велес подава молба за българска народна пенсия, която е одобрена и пенсията е отпусната от Министерския съвет на Царство България[143]
- Андрей (Андрея) Т. Бондиков, 45-годишен, огняр, II рота на IV битолска дружина[119]
- Васил Кушев, 18-годишен, четата на Борис Илиев, Костурската съединена чета, 2-ра рота на 3-та солунска дружина, орден „За храброст“ IV степен.[144]
- Владимир Агушев (Агушов), 19-годишен, обущар, ІІ отделение, IV рота на IX велешка дружина[145]
- Георги Андонов, 28-годишен, касапин, ІІІ отделение, четата на Крум Зографов, Солунски доброволчески отряд, I рота на IX велешка дружина, Нестроева рота на 13 кукушка дружина[146]
- Георги Андреев, 18-годишен, столар, IV отделение, IV рота на IX велешка дружина, кръст „За храброст“ IV степен[147]
- Димитър Ангелов, 27-годишен, хлебар, Нестроева рота на 4 битолска дружина[148]
- Димитър (Димо) Андреев, II рота на Лозенградската партизанска дружина, I рота на III солунска дружина, ранен на 17 юни 1913 година, сребърен медал[147]
- Димитър Антонов, 25-годишен, тухлар, III рота на IV битолска дружина, ранен на 21 юни 1913 година, кръст „За храброст“ IV степен[149]
- Иван Ананиев, I рота на VIII Костурска дружина[150]
- Иван Алексиев, 20-годишен, I рота на V одринска дружина, уволнен по болест на 25 декември 1912[151]
- Иван Антонов, 41-годишен, работник, III рота на IV битолска дружина[149]
- Иван Богданов, 26-годишен, писар, III рота на IV битолска дружина, носител на кръст „За храброст“ IV степен[152]
- Игнат Анушев, 32-годишен, тухлар, III рота на IV битолска дружина, носител на ордена „За храброст“ IV степен[153]
- Илия Ангелов, 20-годишен, декоратор, II рота на IV битолска дружина, носител на орден „За храброст“ IV степен[154]
- Илия Ангелов, 31-годишен, майстор дюлгер, IV рота на VI охридска дружина[154]
- Йордан Анастасов, 24-годишен, бояджия, IV Нестроева рота на IV битолска дружина[155]
- Кирил Ацев, 21-годишен, брашнар, III рота на IV битолска дружина[156]
- Крум Чушков, 19-годишен, ученик, III рота на IV битолска дружина, убит при Шаркьой[157]
- Марко Ампов, 30-годишен, работник, II рота на Кюстендилската дружина[150]
- Милан Наков Ицков (1878 – след 1943), шивач, III рота на IV битолска дружина, носител на орден „За храброст“ IV степен; на 29 март 1943 година, като жител на Велес, подава молба за българска народна пенсия, която е одобрена и пенсията е отпусната от Министерския съвет на Царство България[158][159]
- Пане (Пано) Алексов, 25-годишен, касапин, III рота на IV битолска дружина, Продоволствен транспорт на МОО[160]
- Панче (Панчо) Ацев, 20-годишен, тухлар, IV рота на IV битолска дружина, убит на 17 юни 1913 година, орден „За храброст“ IV степен[161]
- Панчо Н. Бондиков, 28-годишен, работник, основно образование, Инженерно-техническа част на МОО, 1 дебърска дружина[119]
- Петър Саздов Амзов, жител на Търново, аптекар, висше образование, Лазарет на МОО, носител на орден „За храброст“ IV степен[162]
- Тома Георгиев Чехов, 29-годишен, учител, II рота на IX велешка дружина[163]
- Тодор Алексов (Алексиев), 23-годишен, бозаджия, слуга, II рота на IV битолска дружина[164]
- Тодор Алексов, 22-годишен, бозаджия, III рота на IV битолска дружина, носител на орден „За храброст“ IV степен[164]
- Тошо Ангелов, четата на Тодор Александров[165]

## Починали във Велес
- Благой Попгьорчев (1904 – 1945), български лекар
- Благой Страчковски (1920 – 1943) югославски партизанин
- Борис Бегинов (1911 – 1996), актьор от Северна Македония
- Георги Новаков Джонгар (? – около 1900), български архитект
- Дамян Андреев (1847 – 1926), български архитект
- Димитър Ангелов Миновски (? – 1916), български военен деец, поручик, загинал през Първата световна война[166]
- Димитър Димитров Сотиров (1920 – 1944), български военен деец, подпоручик, загинал през Втората световна война[167]
- Димко Митрев (1919 – 1942), югославски партизанин
- Иван Андреев (? – 1905), български строител и зограф
- Йордан Хаджиконстантинов-Джинот (около 1818 – 1882), български книжовник
- Коста Кръстев (? – 1894), български зограф
- Милан Змията, български революционер (? – 1908)
- Миле Попйорданов, български революционер (1877 – 1901)
- Петър Николов (1850 – 1921), български зограф
- Светослав Сотиров Чешанков (? – 1915), български военен деец, поручик, загинал през Първата световна война[168]

## Други
- Авксентий Пелагонийски (1850 – 1919), велешки митрополит от 1894 до 1907 г.
- Авксентий Велешки (1798 – 1865), велешки митрополит от 1848 до 1855 г.
- Ангел Будинков, български революционер, през 1902 г. е избран за член на околийския комитет във Велес.[169]
- Генадий Велешки (Георги Димитров) (1800 – 1876), велешки митрополит от 1870 до 1872
- Гьоше Коцев, български учител и революционер, през 1903 г. е член на околийския комитет във Велес.[170]
- Мария Недева, българска учителка във Велес
- Милан Цоков, български революционер, войвода на ВМОРО във Велешко през 1911 година[171]
- Мелетий Велешки (Марко Димитров) (1968 – 1924), велешки митрополит от 1908 до 1912
- Тодор Христов – Офицерчето (1883 – 1903), български военен и революционер